# Lákkoma (Samothrace)
Lákkoma (grec moderne : Λάκκωμα) est une localité située dans le dème de Samothrace, dans le district régional d'Évros, dans la périphérie de Macédoine-Orientale-et-Thrace, en Grèce.
Selon le recensement de 2021, la localité compte 267 habitants.